# Giuseppe Filippi (Bischof)

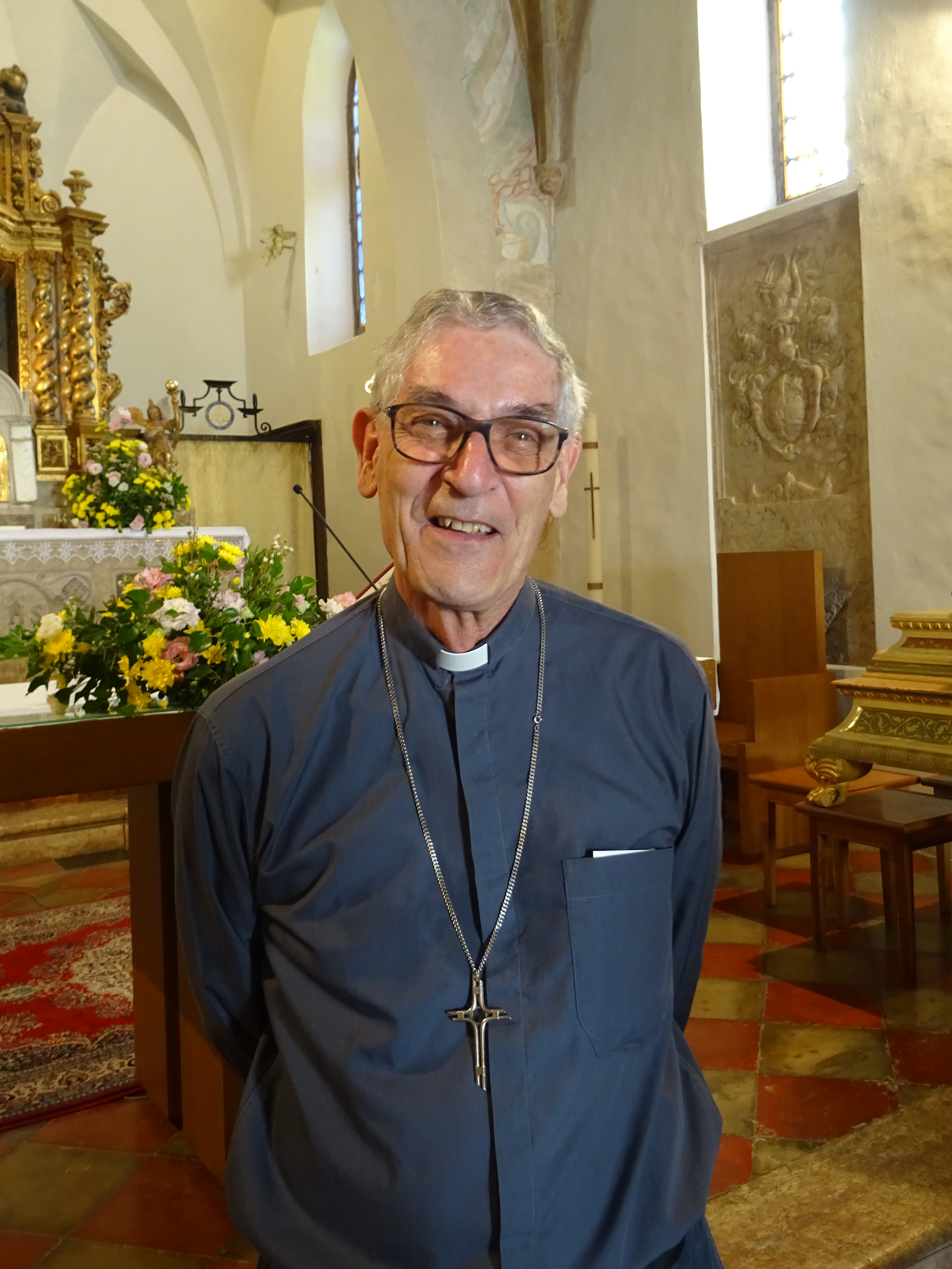
Giuseppe Filippi, 2022

Giuseppe Filippi MCCJ (* 17. März 1945 in Baselga del Bondone) ist ein italienischer Ordensgeistlicher und emeritierter römisch-katholischer Bischof von Kotido in Uganda.

## Leben
Giuseppe Filippi trat der Ordensgemeinschaft der Comboni-Missionare bei, legte am 28. April 1977 die Profess ab und empfing am 26. Juni 1978 die Priesterweihe.
Papst Benedikt XVI. ernannte ihn am 17. August 2009 zum Bischof von Kotido. Die Bischofsweihe spendete ihm der Erzbischof von Kampala, Cyprian Kizito Lwanga, am 19. Dezember desselben Jahres; Mitkonsekratoren waren Denis Kiwanuka Lote, Erzbischof von Tororo, und Giuseppe Franzelli MCCI, Bischof von Lira.
Papst Franziskus nahm am 25. Oktober 2022 seinen altersbedingten Rücktritt an.